# Escuts i banderes de la Vall d'Aran

Escut oficial de la Vall d'Aran

Escut històric de la Vall d'Aran

Bandera oficial de la Vall d'Aran

Els escuts i banderes de la Vall d'Aran són el conjunt de símbols que representen els municipis d'aquesta comarca.
La Vall d'Aran (oficialment, en aranès, Val d'Aran o Aran) és un país occità situat administrativament a l'extrem nord-occidental de Catalunya i culturalment a l'extrem sud d'Occitània (Gascunya). És una vall pirinenca constituïda com a comarca, amb capital a Viella, amb un govern autònom, el Consell General d'Aran, en virtut de la Llei 16/1990 sobre el règim especial de la Vall d'Aran.
En aquest article s'hi inclouen els símbols oficialitzats per la Generalitat des del 1981, concretament per la Conselleria de Governació. Les competències sobre la matèria van passar al Consell General d'Aran el 24 de desembre del 2002 i, conseqüentment, l'aprovació dels escuts heràldics aranesos es regeix pel «Reglament dels escuts dels ens locals de la Vall d'Aran», aprovat el 27 d'octubre del 2004.
L'escut i la bandera de la Vall foren oficialitzats prèviament pel Consell General l'octubre del 1993.
El TSJC va invalidar el reglament el 27 de juny del 2008.
La llei d'Aran de 2015 inclou a l'article 53.2 (ens locals):
"Corresponen al Consell General d'Aran les competències i les facultats que la legislació catalana de règim local atribueix al Govern i a l'Administració de la Generalitat en matèria de denominació, símbols i territori dels municipis aranesos."
No tenen escut ni bandera oficial: Arres, Bausen, Es Bòrdes, Bossòst, Les, Naut Aran i Vielha e Mijaran.

## Escuts oficials

EMD d'Arties e Garòs Aprovat el 9 de maig de 1994.
Canejan Aprovat el 7 de març de 1996.
Vilamòs Aprovat el 2 de setembre de 1992.

## Escuts no oficials

Arres
Bausen
Bossòst
Canejan
Les
Vielha e Mijaran
Vilamòs

### Municipis antics

Arties e Garòs
Betlan
Gausac